# Моя ненаглядная девочка
«Моя ненаглядная девочка» (исп. La Niña de mis ojos) — это венесуэльский телесериал 2001 года, снятый по сценарию Алида Авила. Главные роли сыграли Симон Пестанья и Лильбет Морильо. Главную отрицательную героиню сыграла Росалинда Серфати. Сериал был показан по телеканалу RCTV в 2001—2002 годах. Он рассказывает о любви и разлуке двух молодых людей и о том, как важно выбрать в мужья или жены по-настоящему любимого человека.

## Сюжет
Эстебан Оливарес — это несчастный человек, поскольку потерял память и часть своей жизни. Таинственные глаза Марии де ла Лус — это единственное смутное воспоминание из его прошлой жизни, которое иногда возникает в его памяти. Но он не придает этому значения и не догадывается, что эта женщина — мать его сына. Эстебан был влюблен в Марию де ла Лус с подростковых лет, но их пути разошлись после трагической аварии. Росаура, мать Эстебана, была против такой невестки, поскольку девушка была из бедной семьи. Поэтому она увезла сына в США, где Эстебан закончил учиться и получил диплом инженера.
Мария де ла Лус остается одна с ребёнком на руках. Одна безуспешно пыталась узнать новости об Эстебане, но безуспешно. Отчаявшись, она приняла решение одна растить ребёнка. Однако, в неё влюбился старый друг Алехандро и предложил ей руку и сердце. В день своей свадьбы Мария де ла Лус встретила в церкви другую пару новобрачных. Это оказался Эстебан со своей новой невестой Исабель. Эстебан не узнал Марию, которая со слезами на глазах всё-таки вышла замуж за Алехандро.
Но судьба распорядилась так, что Эстебан снова влюбился в Марию, не подозревая, что до потери памяти она и была его «ненаглядной девочкой». Алехандро и Исабель пытаются вернуть своих любимых, но не подозревают, что их интриги закончатся тем, что они сами влюбятся друг в друга.

## Актёры
- Лильберт Морильо — Мария де ла Лус Сентено
- Симон Пестанья — Эстебан Оливарес Диас
- Росалинда Серфати — Камила Оливарес Сукре
- Наталия Стрейгнард — Исабель Диас Антони
- Хуан Пабло Раба — Алехандро Рондон
- Флавио Кабальеро — Кристобаль Диас Антони
- Хильда Абрахамс — Мерседес Агирре
- Дора Маццоне — Паула Диас
- Амалия Перес Диас — Консуэло Оливарес
- Марианела Гонсалес — Мариана Диас
- Карлос Арреаса — Хуан Карлос Рондон Рамирес
- Иветт Домингес — Альбертина Рамирес де Рондон
- Оскар Кабрера — Федерико
- Хуан Карлос Гарсиа — Хайме
- Виктория Робертс — Флора Мартинес[5]